# Mobi Oparaku
Mobi Patrick Oparaku (Owerri, 1 de dezembro de 1976) é um ex-futebolista profissional Nigéria, campeão olímpico.

## Carreira
Jogou por Iwuanyanwu, Anderlecht, Turnhout, Royal Capellen, Connecticut Wolves, Rivoli United, Gateway e Enyimba.
Oparaku também jogou pela Seleção Nigeriana de Futebol entre 1995 e 2003, atuando na Copa de 1998. Era presença certa na Copa de 2002, mas perdeu a chance de disputar a sua segunda Copa na carreira - Rabiu Afolabi e Joseph Yobo foram convocados em seu lugar.
Oparaku, que também fez parte da Seleção que ganhou o ouro olímpico em 1996, deixou de envergar a camisa da Nigéria em 2003.

## Ligaçõess Externas
- Página na Fifa.com